# Військова тактика й організація монголів

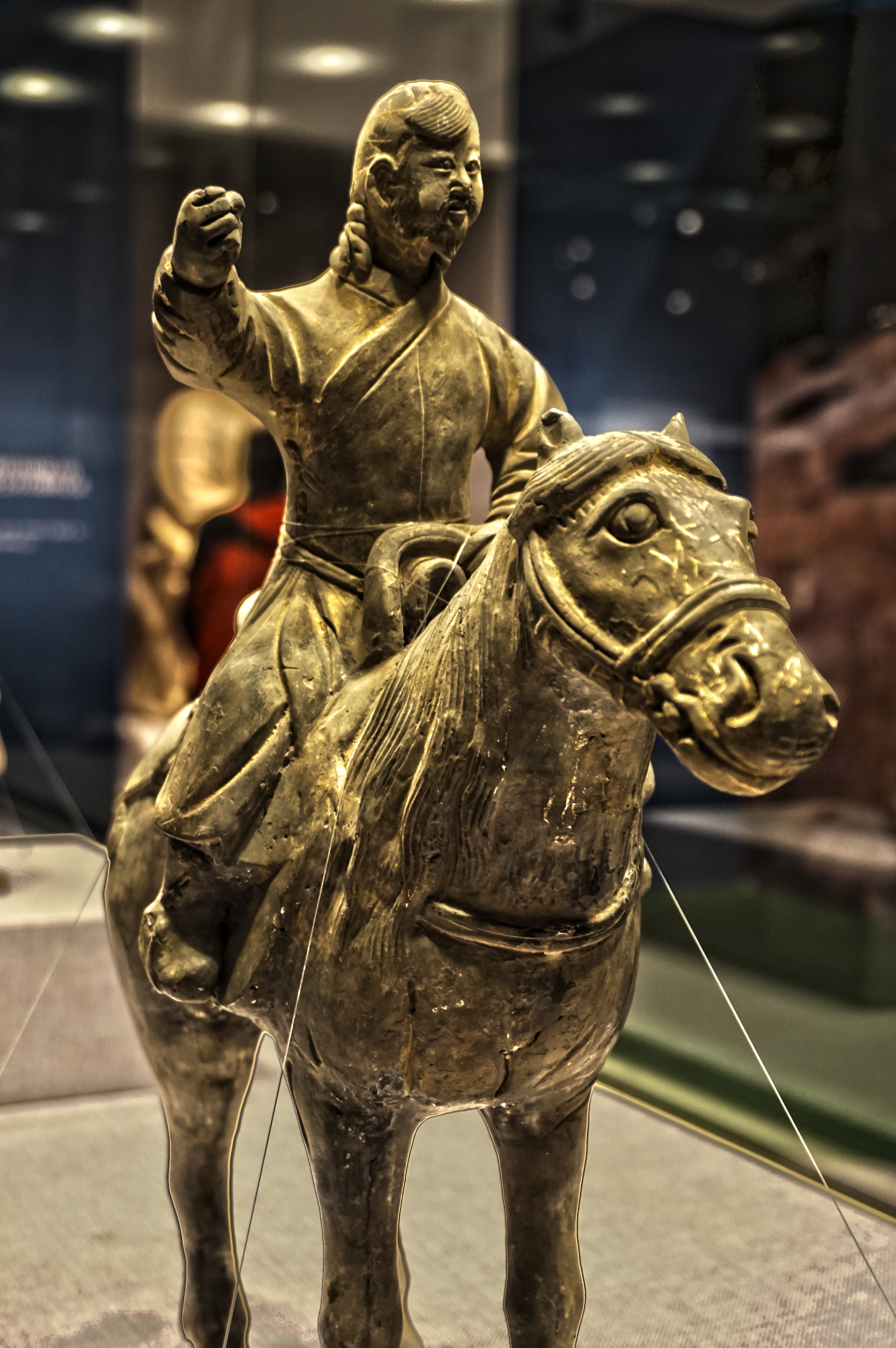
Монгольська фігурка кавалериста, династія Юань

Монгольська військова тактика та організація дозволили Монгольській імперії завоювати майже всю континентальну Азію, а також частини Близького Сходу і Східної Європи.

## Назви військових одиниць
| Назва для розміру військової частини | Кількість чоловіків |
| ------------------------------------ | ------------------- |
| Арбан                                | Десятки             |
| Зуун                                 | Сотні               |
| Мінган                               | Тисячі              |
| Тумен                                | Десятки тисяч       |

## Мобільність
Кожен монгольський солдат зазвичай тримав 3 або 4 коней. Зміна коней часто дозволяла їм їхати на великій швидкості протягом декількох днів без зупинок і виснаження тварин. Коли один кінь втомлювався, вершник злізав з нього і пересідав на іншого.

## Кавалерія
Монголи захищали своїх коней, так само як і себе, покриваючи їх пластинчастими обладунками. Кінський обладунок поділявся на п'ять частин і призначався для захисту кожної частини коня, включаючи лоб, який мав спеціально виготовлену пластину, що прив'язувалася з обох боків шиї.

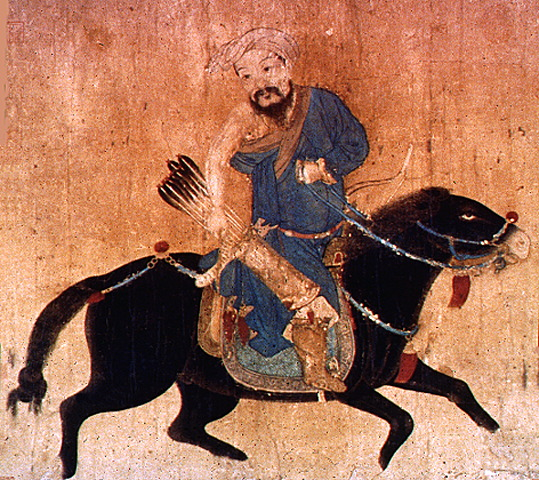
Малюнок мобільного монгольського воїна з луком і стрілами, одягненого в діл. Права рука напівгола через спекотну погоду

### Зв'язок
Для швидкої передачі письмових повідомлень монголи створили систему поштово-релейних кінних станцій під назвою Örtöö. Монгольська поштова система була першою такою загальноімперською службою з часів Римської імперії. Крім того, монгольський зв'язок на полі бою використовував сигнальні прапори та роги та, меншою мірою, сигнальні стрілки для передачі наказів про рух під час бою.

## Обладунки
Пластинчасті обладунки одягали поверх товстих пальт. Обладунок складався з невеликих лусочок заліза, кольчуги або твердої шкіри, зшитих між собою шкіряними щипцями, і міг важити 10 кілограмів (22 фунти), якщо був зроблений лише зі шкіри, і більше, якщо кіраса була зроблена з металевих лусочок. Шкіру спочатку розм'якшували кип'ятінням, а потім покривали грубим лаком з пеку, що робило її водонепроникною. Іноді важкий солдатський плащ просто посилювали металевими пластинами.
Шоломи мали конусоподібну форму, складалися із залізних або сталевих пластин різного розміру і мали залізні нашийники. Монгольська шапка була конусоподібної форми та виготовлялася зі стьобаного матеріалу з великим піднятим козирком, який взимку відкидався, і навушниками. Шкіряний чи металевий шолом воїна залежав від його рангу та статків.